# La Carolina (Gerichtsbezirk)
Der Gerichtsbezirk La Carolina ist einer der zehn Gerichtsbezirke in der Provinz Jaén.
Der Bezirk umfasst 9 Gemeinden auf einer Fläche von 1.529,06 km² mit dem Hauptquartier in La Carolina.

## Gemeinden
| Gemeinde                   | Einwohner (2024) | Fläche km² | Dichte Einw./km² | Cod INE | Postleitzahl |
| -------------------------- | ---------------- | ---------- | ---------------- | ------- | ------------ |
| Aldeaquemada               | 456              | 120,28     | 4                | 23004   | 23215        |
| Arquillos                  | 1.685            | 66,24      | 25               | 23008   | 23230        |
| Baños de la Encina         | 2.563            | 392,27     | 7                | 23011   | 23711        |
| Carboneros                 | 597              | 58,61      | 10               | 23021   | 23211        |
| La Carolina                | 14.681           | 201,37     | 73               | 23024   | 23200        |
| Guarromán                  | 2.760            | 96,21      | 29               | 23039   | 23210        |
| Navas de San Juan          | 4.409            | 175,77     | 25               | 23063   | 23240        |
| Santa Elena                | 866              | 145,48     | 6                | 23076   | 23213        |
| Vilches                    | 4.190            | 272,83     | 15               | 23094   | 23220        |
| Gerichtsbezirk La Carolina | 32.207           | 1.529,06   | 21               | –       | –            |